# Länsväg 331
De Zweedse weg 331 (Zweeds: Länsväg 331) is een provinciale weg in de provincies Jämtlands län en Västernorrlands län in Zweden en is circa 170 kilometer lang.

## Plaatsen langs de weg
- Timrå
- Bergeforsen
- Stavreviken
- Österforse
- Helgum
- Rådom
- Ramsele
- Backe

## Knooppunten
- E4 bij Timrå (begin)
- Länsväg 330 bij Bergeforsen
- Riksväg 87: gezamenlijk tracé, bij Österforse
- Länsväg 345 bij Ramsele
- Länsväg 346 bij Backe (einde)